# Török női vízilabda-válogatott
A török női vízilabda-válogatott Törökország nemzeti válogatottja, melyet a Török Vízilabda-szövetség irányít.
A török női együttes nem tartozik az eredményesebb vízilabda-csapatok közé: történelmük során eddig mindössze két alkalommal vettek részt Európa-bajnokságon, s mindkét alkalommal 12. helyen végeztek.

## Eredmények

### Európa-bajnokság
- 2016 – 12. hely
- 2018 – 12. hely
- 2024 – 13. hely

### Mediterrán játékok
- 2018 – 6. hely